# Red Garland
William "Red" Garland (13. maj 1923 i Dallas, Texas, USA – 23. april 1984) var en amerikansk jazzpianist.
Garland var bedst kendt for sit virke i Miles Davis' kvintet (1955-1958). Han var med på de berømte indspilninger Workin´, Relaxin´, Cookin´ og Steamin´, fire plader udgivet på Prestige, der alle i dag er klassikere i jazzen.
Garland startede i sin karriere med at spille med Roy Eldridge, Lester Young, Coleman Hawkins og Charlie Parker. 
Efter bruddet med Miles Davis i 1958 dannede Red Garland sin egen trio, som bl.a. indspillede med Pepper Adams, Philly Joe Jones og Nat Adderley. 
Han har også indspillet med John Coltrane og Art Pepper, f.eks. Soultrane og Art Pepper Meets The Rythm section.